# John Hawkes (pisarz)
John Hawkes właśc. John Clendennin Talbot Burne Hawkes, Jr. (ur. 17 sierpnia 1925, zm. 15 maja 1998) - pisarz amerykański.
Był jednym z najoryginalniejszych odnowicieli powojennej prozy amerykańskiej. Tworzył metaforystyczne powieści oparte na wątkach psychoanalitycznych o zawiłej akcji, utrzymanych w konwencji snu, zawierających często elementy czarnego humoru. W początkowej fazie swojej twórczości podjął próbę przewartościowania konwencji amerykańskiej powieści grozy (m.in. Gałązka limony z 1961). W późniejszym okresie zwrócił się ku "literaturze wyczerpania" będącej parafrazą znanych motywów, wątków i metod twórczych (m.in. Krwawe pomarańcze z 1971). Oprócz powieści pisał także opowiadania i dramaty.